# Антоний (Знаменский)
Архиепископ Антоний (в миру Николай Иванович Знаменский; 1765, Новгород — 10 [22] августа 1824, Новгород) — епископ Русской православной церкви, архиепископ Ярославский и Ростовский.

## Биография
Родился в 1765 году в году Новгороде в семье священника. Отец его был протоиереем в новгородском Знаменском соборе.
Обучался в Новгородской духовной семинарии. В 1784 году, как лучший ученик, был переведён в Санкт-Петербург, в  Александро-Невскую семинарию,  курс которой в 1788 году окончил настолько хорошо, что был оставлен учителем синтаксического класса, вскоре переведён в риторический, а в 1792 году — в философский  класс.
Пострижен в монашество 3 марта 1792 года, 18 апреля рукоположён во иеромонаха и назначен префектом Александро-Невской семинарии; 20 июля 1794 года возведён в сан архимандрита Новгородского Вяжищского монастыря. С 27 июня 1795 года член С.- Петербургской духовной консистории
С 7 апреля 1795 года —  ректор Санкт-Петербургской главной семинарии, которая при нём в 1797 году была переименована в академию. С 1797 года настоятель Валдайского Иверского монастыря.
В 1799 году, 9 октября, хиротонисан во епископа Старорусского, викария Новгородской епархии.
С 5 июля 1802 года — епископ Вологодский, а менее чем через год, 13 февраля 1803 года, возведён в сан архиепископа и назначен в Тобольск. Будучи человеком всесторонне образованным, преосвященный Антоний стремился улучшить духовные училища и семинарии, надеясь чрез поднятие умственного и нравственного уровня духовенства благотворно влиять и на всю паству. С этой целью он, например, в Тобольске собирал у себя по праздникам учителей семинарии и беседовал с ними о преподаваемых ими предметах и об улучшении семинарии вообще. Устраивал у себя публичные диспуты по богословским вопросам, на которые приглашал светское общество.
19 августа 1804 года награждён орденом Святой Анны 1-й степени.
С 25 мая 1806 года — архиепископ Ярославский и Ростовский.
С 12 июля 1820 года уволен на покой в Новгородский Деревяницкий Воскресенский монастырь, где и скончался 10 (22) августа 1824 года. Погребён, по завещанию, в Варлаамо-Хутынском монастыре в Покровском приделе.

## Сочинения
Немало потрудился Антоний на литературном поприще. Он состоял почётным членом разных учёных обществ, а также был почётным членом Московского университета. Среди его сочинений:
- Слово на случай избрания судей в Санкт-Петербургскую губернию. — СПб., 1795.
- Слово на случай избрания судей в Ярославле. — М., 1805.
- Слово на случай избрания судей в Ярославской губернии. — М., 1812.
- Переводы с немецкого:
  - Цолликофер Г. И. Благоговейное занятие мыслящих христиан: в 2 ч.. — СПб., 1799.
  - Диттель Истина благочестия, доказанная воскресением Иисуса Христа: в 3 ч. — Тобольск, 1804—1805.
- Опыт о воспитании в первых его понятиях и правилах.. — Эвтропия, СПб, 1812, 1821.
- Замечания на сочинения Цицерона «De officiis». Ода… императору Павлу I. — СПб., 1798.
- Записки [о себе и о митрополите Гаврииле]. — СПб., 1808—1811.
- Краткое описание Ярославской губернии, относящееся к 1809 г.
- Письма к архимандриту Феофилакту // Ярославские епархиальные ведомости.
- Заметки из автобиографии архиепископа Антония Знаменского / Сообщ. Макарий // Странник, 1868. - Т. 4. - № 12. - Отд. 1. - С. 108-114.